# إبريق راسل

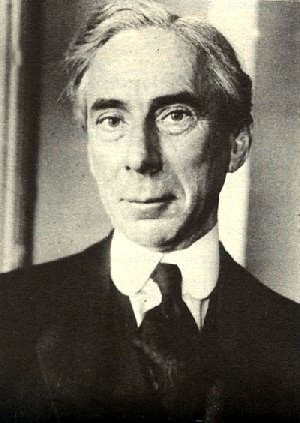
برتراند راسل عام 1924

إبريق راسل وأحياناً يدعى بالإبريق الكوني وهو مثال افتراضي صاغه الفيلسوف وعالم الرياضيات بيرتراند راسل (1872 - 1970) يهدف إلى دحض فكرة الإثبات فلسفي يقع على عبء المشككين لإبطال ادعاءات الأديان. إبريق راسل ما زال يستخدم في النقاشات التي تدور حول وجود الخالق وكما استخدم التعبير علماء الاجتماع للدلالة على العلاقات بين الدين والامتثال الاجتماعي.

## نص راسل الأصلي
في مقال كتب لكن لم ينشر قط بعنوان "هل هناك خالق؟ ?Is There a God"، لمجلة المصور Illustrated في 1952، كتب راسل: